# Żarnów (gemeente)
De gemeente Żarnów is een landgemeente in het Poolse woiwodschap Łódź, in powiat Opoczyński.
De zetel van de gemeente is in Żarnów.
Op 30 juni 2004 telde de gemeente 6322 inwoners.

## Oppervlakte gegevens
In 2002 bedroeg de totale oppervlakte van gemeente Żarnów 140,7 km², waarvan:
- agrarisch gebied: 70%
- bossen: 22%

De gemeente beslaat 13,54% van de totale oppervlakte van de powiat.

## Demografie
Stand op 30 juni 2004:
| Omschrijving                   | Totaal | Totaal | Vrouwen | Vrouwen | Mannen | Mannen |
| ------------------------------ | ------ | ------ | ------- | ------- | ------ | ------ |
| eenheid                        | aantal | %      | aantal  | %       | aantal | %      |
| inwoners                       | 6322   | 100    | 3167    | 50,1    | 3155   | 49,9   |
| bevolkingsdichtheid (inw./km²) | 44,9   | 44,9   | 22,5    | 22,5    | 22,4   | 22,4   |

In 2002 bedroeg het gemiddelde inkomen per inwoner 1421,83 zł.

## Plaatsen
Adamów, Afryka, Antoniów, Bronów, Budków, Chełsty, Chorzew, Czersko, Dąbie, Dłużniewice, Grębenice, Jasion, Kamieniec, Klew, Klew-Kolonia, Ławki, Łysa Góra, Malenie, Malków, Marcinków, Miedzna Murowana, Miedzna Murowana-Kolonia, Młynek, Myślibórz, Nadole, Niemojowice, Niemojowice-Kolonia, Niemojowice-Nowiny, Nowa Góra, Odrowąż, Paszkowice, Pilichowice, Poręba, Ruszenice, Ruszenice-Kolonia, Siedlów, Sielec, Skórkowice, Skumros, Soczówki, Straszowa Wola, Tomaszów, Topolice, Trojanowice, Widuch, Wierzchowisko, Zdyszewice, Żarnów.

## Aangrenzende gemeenten
Aleksandrów, Białaczów, Fałków, Końskie, Paradyż, Ruda Maleniecka